# Theope foliorum
Theope foliorum is een vlindersoort uit de familie van de prachtvlinders (Riodinidae), onderfamilie Riodininae.
Theope foliorum werd in 1868 beschreven door H. Bates.